# Pavel Koulijnikov
Pavel Koulijnikov (en russe : Павел Кулижников) est un patineur de vitesse russe né le 20 avril 1994 à Vorkuta.

## Carrière
Il fait ses débuts au niveau senior lors de l'hiver 2014-2015 et rencontre rapidement le succès avec dix victoires en Coupe du monde obtenues sur 500 m ou 1 000 m. En février 2015, il devient champion du monde sur le 500 m et est médaillé d'argent sur le 1 000 m puis il devient champion du monde de sprint.

## Palmarès
- Championnats du monde simple distance
  -  : Médaille d'or au 500 mètres en 2015 à Heerenveen.
  -  : Médaille d'argent au 1 000 mètres en 2015 à Heerenveen.

- Championnats du monde de sprint
  -  : Médaille d'or en 2015 à Astana
  -  : Médaille d'or en 2016 à Séoul
  -  : Médaille d'or en 2019 à Heerenveen

- Coupe du monde
  - Vainqueur des classements du 500 m et du 1000 m en 2015.
  - 13 podiums dont 10 victoires.